# Bonawentura Metler
Bonawentura Metler (ur. 7 lipca 1866 w Ciążeniu, zm. 2 września 1939 w Jaworznie) – polski duchowny katolicki, astronom, podróżnik.

## Życiorys

### Młodość i edukacja
Syn Bernarda i Marii z Winnickich. W 1883 roku ukończył Męskie Gimnazjum Klasyczne w Kaliszu. Wstąpił do Wyższego Seminarium Duchownego we Włocławku, a w kolejnych latach studiował najpierw w Petersburgu, następnie w Europie Zachodniej – w Rzymie, Monako, Paryżu, Londynie, Innsbrucku, Oksfordzie. Poza teologią studiował także nauki przyrodnicze. Biegle posługiwał się językiem francuskim, angielskim i niemieckim, znał także rosyjski, włoski oraz łacinę i grekę. W 1904 roku rozpoczął studia w zakresie astronomii na Wydziale Matematycznym na Sorbonie, m.in. pod kierunkiem Camilla Flammariona.

### Działalność naukowa
W 1902 roku brał udział w wyprawie naukowej na Ocean Indyjski, przeprowadzając badania nad stanem fauny w tym oceanie. Owocem tych prac było dzieło Les Algues Marines – l’Ocean Indien 1902, wydane w Australii. Po powrocie do Polski w 1908 roku zabiegał w urzędzie miejskim w Częstochowie o zorganizowanie obserwatorium astronomicznego, w którym zostałby zainstalowany jego teleskop. W dniach od 7 do 10 kwietnia 1919 brał udział w Zjeździe dla Organizacji Nauki w Polsce, który odbył się w Warszawie. Sądził, iż było to ukoronowanie jego działalności naukowej. 25 lutego 1923 roku założył Komitet Organizacyjny Polskiego Popularnego Towarzystwa Astronomicznego w Częstochowie. W 1928 roku doprowadził do otwarcia obserwatorium astronomicznego w Parku im. Stanisława Staszica, którego był pierwszym kierownikiem.

### Działalność duszpasterska i pedagogiczna
18 listopada 1888 w Gorycji (wówczas część Austro-Węgier, obecnie Włoszech) otrzymał święcenia kapłańskie. Gdy powrócił do Polski 17 kwietnia 1908 roku biskup Stanisław Zdzitowiecki, mianował go nauczycielem religii w szkołach ludowych w Częstochowie. Zamieszkał w domu sióstr szarytek przy ulicy Wieluńskiej, gdzie miał małe obserwatorium astronomiczne. Po kilku latach został prefektem w szkołach średnich. W uznaniu za działalność pedagogiczną i studia zagraniczne 13 lipca 1914 roku mianowany kanonikiem honorowym w kapitule kolegiackiej w Kaliszu. Po wybuchu I wojny światowej wyjechał do Ameryki, skąd powrócił w maju 1918 roku. Wówczas został mianowany proboszczem w parafii Garnek k. Radomska, a następnie 19 marca 1919 roku – proboszczem w parafii Kruszyna. Tutaj zachorował na tzw. hiszpankę i zapalenie płuc. Na leczenie wyjechał do Francji, a po powrocie w 1923 pragnął przenieść się do Częstochowy, ale biskup nie wyraził zgody. Zapadający na chorobę gardła i płuc Metler leczył się w Zakopanem. Po utworzeniu diecezji częstochowskiej w 1925 biskup Teodor Kubina zgodził się na jego działalność w Częstochowie, ale nie chciał powierzyć mu duszpasterstwa w parafii częstochowskiej. 14 maja 1932 roku został proboszczem parafii w Maluszynie, a 18 czerwca 1934 roku – proboszczem w parafii Parzymiechy.

### Śmierć
W pierwszym dniu II wojny światowej został aresztowany w Parzymiechach przez Niemców pod zarzutem, iż z kościelnej wieży ostrzeliwano żołnierzy Wehrmachtu. 2 września 1939 roku został rozstrzelany przy cmentarzu w Jaworznie koło Wielunia. Zginął wraz ze swoimi współpracownikami: wikariuszem – ks. Andrzejem Daneckim i organistą – Ignacym Sobczakiem. Po ekshumacji pochowany na cmentarzu w Parzymiechach.

## Ordery i odznaczenia
- Złoty Krzyż Zasługi (4 września 1937)[1]